# Thời xa vắng
Thời xa vắng là một tiểu thuyết tiêu biểu trong đời viết văn của nhà văn Lê Lựu, câu chuyện trong tiểu thuyết trải dài từ những năm đầu kháng chiến chống Mỹ đến thập niên 1980.
Tác phẩm gồm 13 chương -tính cả chương kết- được chia làm hai phần, được xem là "bước ngoặt lớn của nền văn học Việt Nam tính từ năm 1954" -theo nhà văn Nguyễn Quang Thiều. Nhân vật chính của tiểu thuyết là Sài, từ năm 12 tuổi đến hơn 40, vì coi trọng thể diện bản thân và gia đình Sài chưa từng sống theo ý nguyện bản thân. Anh luôn để ý đến đánh giá của con người và tập thể xung quanh, Sài có tư tưởng dứt ra nhưng không đủ can đảm.

## Nội dung

### Phần 1
Từ Chương 1 đến Chương 6:
Cậu bé Giang Minh Sài, sinh ra trong gia đình nho giáo học giỏi, là niềm hy vọng, tự hào của cả gia đình và dòng họ. Theo tư tưởng cũ, 12 tuổi, Sài phải kết hôn với Tuyết -một cô gái hơn anh 3 tuổi- anh chấp nhận cuộc sống không hạnh phúc cho đến vài năm sau, khi gặp và yêu Hương, sau này để theo đuổi cô, Sài đăng ký nhập ngũ đi bộ đội. Vào chiến trường, Sài tiếp tục là một cá nhân điển hình của đơn vị, vì đã có vợ và theo các quy định nên anh không thể phát triển tình cảm với Hương.

### Phần 2
Từ Chương 7 đến Chương 12:
Sau 11 năm ở chiến trường ra, Sài về quê và ly dị Tuyết, anh vội vã cưới Châu khi biết cô này có thai, Sài cho rằng cái thai đấy là của mình. Sau năm năm chung sống, họ có với nhau hai đứa con, cuộc sống khó khăn khiến tình cảm vợ chồng rạn nứt. Sài quyết định ly hôn khi cuộc hôn nhân vỡ trận đến hồi không thể cứu vãn, là sự tích tụ của bao nhiêu năm đắng cay, tủi nhục dồn nén. Ra trước toà, Sài quyết phải giành cho bằng được con, nhưng rồi nghe lời thú nhận của Châu kia không phải con gái mình, Sài dường như buông xuôi. Sài về quê sống, một phần vì ý định nhen nhóm trong anh trước đó là phải làm phát triển cho quê hương mình. Lần cuối khi anh gặp Hương, hai người chỉ là những người bạn già phải cân nhắc đến bàn tán của người ngoài, không thể vô ưu như trước. Kết truyện, nỗi cô độc đằng đẵng của Sài vơi bớt đi khi Sài hoà vào cái công việc nghiên cứu, chăm nom cho đồng ruộng quê hương mình.

## Sáng tác
Thời xa vắng được Lê Lựu viết từ tháng 6 đến tháng 9 năm 1984 tại Đồ Sơn, vì bản viết tay không rõ ràng nên nhà thơ Văn Đạt -lúc này là Chánh văn phòng của Bộ tư lệnh Quân khu 3- cử người xuống đánh máy theo lời đọc của Lê Lựu. Công việc này hoàn tất sau 10 ngày, nhưng người đánh máy lại nhầm "n" và "l" nên nhà văn Lê Lựu phải mất thêm thời gian chỉnh sửa.
Thời xa vắng được xuất bản lần vào năm 1986.

## Đánh giá
Trong Chân dung và đối thoại, Trần Đăng Khoa viết, ngay từ khi ra đời cuốn sách đã gây ra một tiếng vang lớn vượt quá sức tượng của tác giả. Cuốn sách đã để lại một dấu ấn trong Văn học Việt Nam cuối thế kỷ 20 và trong lòng độc giả.
Nhà phê bình Phạm Xuân Nguyên nhận định sau năm 1945, văn chương không có nhiều chuyển biến, chủ yếu xoay quanh đề tài chiến tranh, lý tưởng cách mạng. Các tác phẩm thường xây dựng hình ảnh tập thể, một nhân vật chung chung, không có tên gọi, hình hài, số phận. Đến năm 1986, bắt đầu công cuộc đổi mới, với Giang Minh Sài trong Thời xa vắng, Lê Lựu thành công trong việc viết về thân phận con người cụ thể, đi sâu vào nội tâm của họ.
Nhà văn Uông Triều cho rằng tác phẩm có giá trị văn học và lịch sử quan trọng, tựa như gạch nối để các nhà văn Việt Nam có bước chuyển mình kể cả về nhận thức và cách viết.

## Giải thưởng
- 1986 : Giải thưởng của Hội Nhà văn Việt Nam
- 1990 : Giải A của Hội Nhà văn Việt Nam

## Tái bản
- 1986 : Nhà Xuất bản Tác phẩm mới - 332-345 trang[6]
- 1989 : Nhà xuất bản Tác phẩm mới - 344 trang
- 1986 : Nhà xuất bản Văn học ~ 338 trang.[7]
- 2021 : Nhà xuất bản Văn học (tái bản) ~ 388 trang[8]
- 2017: Nhà xuất bản Thanh niên (ISBN 978-604-64-6391-7)[9] - 448 trang
- Nhà xuất bản Trẻ.[10] 396 trang[11]
- Nhà xuất bản Thời đại

## Chuyển thể
Nửa đầu của tác phẩm Thời xa vắng đã được kết hợp với truyện ngắn "Bến sông" cũng của nhà văn Lê Lựu, chuyển thể thành phim truyện nhựa cùng tên vào năm 2003 được viết kịch bản và đạo diễn bởi đạo diễn Việt kiều Hồ Quang Minh, quay phim Trần Hùng, âm nhạc Đặng Hữu Phúc, diễn viên chính Ngô Thế Quân, Hồ Phương Dung, Nguyễn Thị Huyền. Phim đoạt giải Cánh diều Bạc cho điện ảnh năm 2005.